# تبدد الواقع

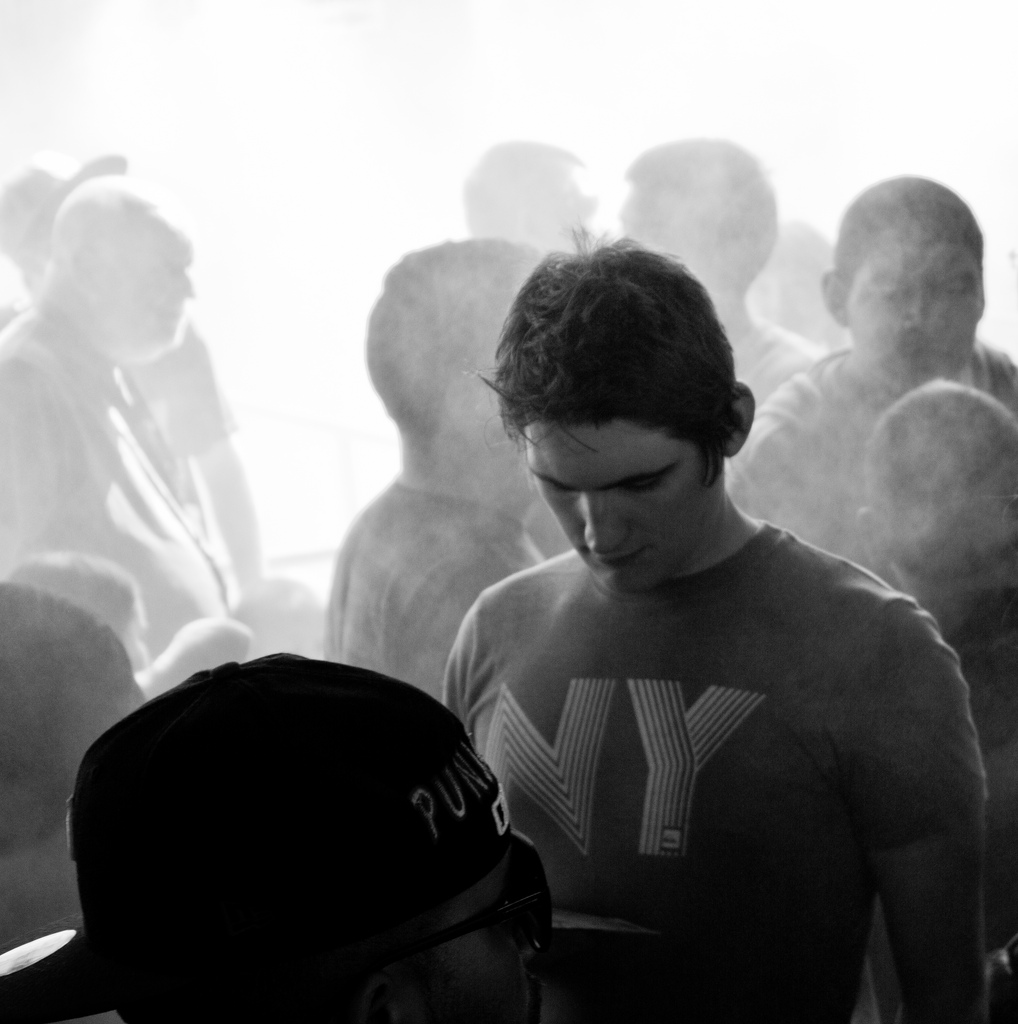

تبدد الواقع  أو تبدد الحقيقة أو تبدد المحيط (بالإنجليزية: derealization)‏ مصطلح يصف تغيير في إدراك الواقع المحيط حيث يبدو العالم الخارجي كعالم غير حقيقي، كما يشمل أيضا الإحساس بأن الحياة تفتقر للتلقائية والمشاعر والعمق بصورة عامة، فهي حياة بلا روح. ويُعد تبدد الواقع أحد الأعراض التفارقية، كما أنه يعد واحدا من الأعراض في العديد من الإضطرابات العصبية والنفسية، إلا أنه ليس اضطرابا مستقلا بذاته. (يراعي عدم الخلط بين تبدد الواقع والذي هو معاناة ذاتية تتبدد فيها الحقيقة الخارجية وتبدد الشخصية وهو إحساس غير حقيقي بصورة الذات).
على الرغم من أن معظم المؤلفين يرون الفصل بين تبدد الواقع وتبدد الشخصية، إلا أن البعض منهم لا يريد الفصل بين المصطلحين، ويرجع السبب في ذلك إلى أن كلا منها يحدث بصورة متزامنة مع الآخر، إلا أن هناك سبب أكثر منطقية وهو أن إدراك المرء لذاته وللآخرين وللوسط المحيط يُعتبر عملية واحدة ومتصلة، ولذلك فإن الشعور بانعدام الحقيقة قد يتسرب لذات الشخص ويصيبه بالحيرة فلا يستطيع الحكم على أيهما غير حقيقي: صورته الذاتية (تبدد الشخصية) أم العالم الخارجي (تبدد الواقع). وتبدد الشخصية المزمن قد ينتج عن الخلل الوظيفي للفص الصدغي والفص القفوي، ويزداد معدل تبدد الواقع في حالة الصدمات النفسية.

## الوصف
يمكن وصف الانفصال النفسي المصاحب لتبدد الواقع بأنه حاجز غير مرئي يفصل الشخص عن الوسط المحيط أو العالم الخارجي، بالضبط مثل شعور المرء وهو في وسط ضباب كثيف، حيث يشتكي المصابون بالتبدد من انعدام الروح والمشاعر في حياتهم، وتبدو الأماكن المألوفة لهم كما لو كانت غريبة، وقد يمتد الأمر ليشمل اضطرابات في السمع والشم والتذوق.
تُحدَّد درجة الألفة تجاه شيء ما أو مكان ما من خلال الإدراك الحسي والهوية الذاتية والذاكرة والتاريخ المتعلق بهذا المكان، وعندما يكون الشخص تحت تاثير تبدد الواقع فإنه «يُغلق» أو «يُوقف» عملية استدعاء الذكريات، وهذا «الإغلاق» أو «التوقف» يمثل الآلية التي تُنشئ الاختلاف أو حتى التناقض بين إحساس المرء تحت تأثير تبدد الواقع وبين إحساسه وهو في حالته الطبيعية.
غالبا ما يحدث تبدد الواقع في سياق القلق أو الأفكار المزعجة التي لا يستطيع الفرد التخلص منها، ففي تلك الحالة قد يحدث التبدد بشكل متزامن مع التوتر المصاحب للأفكار المزعجة. أحيانا يكون من الصعب أن يتقبل الفرد فكرة أن التبدد ناتج عن التوتر، ويميل إلى الاعتقاد أن هذا التبدد هو اضطراب ناتج عن مرض خطير لا يعرفه، أو أن هناك شيء خاطئ في ذاته، وهذا بدوره يزيد من التوتر وبالتالي يزيد التبدد سوءا. كما أن التبدد يؤثر على عملية التعليم حيث لا يستطيع الأفراد معالجة المعلومات بصورة صحيحة.
يصف الأشخاص المصابون "التبدد" قائلين: أن الامتداد الخارجي للعالم (بالنسبة إليهم) يبدو كما لو كان عرضا تليفزيونيا أو فيلما سينمائيًا"، وكأنهم يشاهدون العالم من خلال شاشة تلفزيون، وهذا الشعور وما يصاحبه من مشاعر يجعل الفرد المصاب بالتبدد يشعر بالغربة وبزيادة المسافة بينه وبين الآخرين.

## الأسباب
يمكن أن يصاحب التبدد حالات عصبية مثل الصرع (الصرع الصدغي)، الصداع النصفي وجروح الرأس الخفيفة، كما وُجد تشابه بين القصور الانفعالي البصري (بالإنجليزية: visual hypo-emotionality)‏ (ضعف رد الفعل تجاه الاشياء المرئية) وبين تبدد الواقع، الأمر الذي يفترض أن كلاهما يتضمن آلية تُقلل من التفاعل العاطفي أثناء الإدراك، والذي قد يكون السبب في الأحاسيس المصاحبة للتبدد.
كما أن تبدد الواقع قد يصاحبه بعض اضطرابات الأذن الداخلية، ويُعتقد أن ذلك ناتج عن التوتر المصاحب لشعور الشخص بضعف سمعه على الرغم من الأصوات الصاخبة حوله في الوسط المحيط. وهناك مواد مهلوسة يمكن أن تُسبب أحاسيس مشابهة لتبدد الواقع، مثل الكافيين والنيكوتين والحشيش وغيرها، لا سيما في الجرعات العالية، كما أن تبدد الواقع قد ينتج عن انسحاب الكحول أو البنزوديازيبين.
يمكن أيضا لتبدد الواقع أن يكون أحد أعراض اضطرابات النوم أو الاضطرابات النفسية، مثل تبدد الشخصية واضطراب الشخصية الحدي والاضطراب الوجداني ثنائي القطبوالشيزوفرينيا واضطراب الهويه التفارقي والقلق، كما أنه قد يحدث بصورة متعمدة في إحدى طرق العلاج المعرفي السلوكي التي تعرف باسم التعرض التفاعلي (Interoceptive exposure).